# Аллювиальные дерновые почвы
Аллювиальные дерновые почвы образуются в прирусловой части поймы, на повышенных участках центральной поймы под разнотравно-злаковой растительностью с примесью бобовых, реже под тополёвыми, вязовыми и дубовыми лесами с травяным покровом. Почвы периодически затапливаются паводковыми водами.
В аллювиальной-дерновой группе почв выделяют три типа:
- аллювиальные дерновые кислые;
- аллювиальные дерновые насыщенные;

В соответствии с преобладанием дернового и болотного процессов существует подразделение на подтипы:
- аллювиальные дерновые оподзоленные;
- аллювиальные дерновые (оподзоленные) слабоглееватые;
- аллювиальные дерново-глееватые;
- аллювиальные дерново-глеевые;
- аллювиальные дерново-глееватые и дерново-глеевые осушенные[2].

## Использование
Данный вид почв используется в основном для выращивания кормовых растений и пастбища.